# Ernst Stumpp
Ernst Stumpp  (* 25. März 1897 in Kappel; † 24. August 1978 in Magdeburg) war ein deutscher Ingenieur und Professor für Elektrotechnik. Er gehört zu den Pionieren des Einsatzes von Elektroantriebssystemen für innovative Anwendungen im Maschinenbau. Er war Gründungsdirektor des Instituts für Elektrotechnik an der Hochschule für Schwermaschinenbau Magdeburg und Dekan sowie Prorektor für wissenschaftlichen Nachwuchs.

## Leben und Wirken
Ernst Stumpp wurde in Kappel am Rhein geboren, sein Vater Leopold Stumpp war Zigarrenarbeiter, so dass die Familie in bescheidenen Verhältnissen lebte. Trotzdem konnte Ernst Stumpp das Gymnasium besuchen. Mit 17 Jahren wurde er zum Militär eingezogen und erlitt im Fronteinsatz schwere Verwundungen bei den Kämpfen vor Verdun. Danach verbrachte er 4 Jahre in französischer Kriegsgefangenschaft, aus der er 1920 entlassen wurde. Er entschied sich zu einem Studium der Elektrotechnik an der Technischen Hochschule Karlsruhe. Seinen Abschluss als Diplom-Ingenieur (Dipl.-Ing.) für Starkstromtechnik erlangte er bei Professor R. Richter. 
Dieser übernahm ihn wegen seiner herausragenden Leistungen als wissenschaftlichen Assistenten an sein Elektrotechnisches Institut. Somit hatte er die Gelegenheit, eine Dissertation zum Thema „Über die Erwärmung axial gelüfteter Turbo-Generatoren“ zu erarbeiten, hiermit promovierte er 1929 zum Doktor-Ingenieur (Dr.-Ing.) mit Auszeichnung. In dieser Zeit bearbeitete er zusammen mit seinem Studienfreund Bödefeld das Kapitel über die Erwärmung elektrischer Maschinen in dem Standardbuch Elektrische Maschinen von R. Richter. Diese wissenschaftliche Thematik hat Stumpp mit großem Interesse bis ins hohe Alter verfolgt.
Ansonsten bearbeitete Stumpp die mit der damaligen technischen Entwicklung einhergehende Integration von Elektrotechnik und Maschinenbau und entwickelte diese Disziplin systematisch. 1927 wurde er Leiter des Prüffeldes der Eisenacher Magnetwerk G. m. b. H. Er entwickelt magnetische Spannplatten und Kupplungen, um die Elektromagnetkraft für den Maschinenbau zu erschließen. 1931 wurde er Versuchsingenieur der Ramag-Meguin AG.
1934 wechselte er zur Groß Elektrolysetechnik der Berlin-Anhaltischen Maschinenbau AG. Als Oberingenieur in dieser Firma errichtete er im Werksteil Dessau eine neue Magnetgerätefabrik und übernahm hier wieder das Versuchsfeld. Während der Kriegsjahre des Zweiten Weltkrieges wurde er zur Produktion von Flugzeug- und Schiffsausrüstungen verpflichtet. 
Nach Kriegsende hat er sich für den Wiederaufbau des Betriebes „Elektromotorenwerk Dessau“ eingesetzt. In den Jahren 1948 bis 1950 war er in verschiedenen Betrieben in Dessau tätig.
Parallel wuchs sein Interesse, durch Übernahme von Lehraufgaben für die dringend notwendige Verstärkung des Ingenieurnachwuchses zu sorgen.
Anfang 1955 nimmt er eine Berufung zum Professor für Elektrotechnik an die erst jüngst von Heinz Schrader neu gegründete Hochschule für Schwermaschinenbau Magdeburg an. Hierbei trifft er auf eine hohe Aufgabenfülle beim Aufbau einer elektrotechnischen Einrichtung in einem Maschinenbau-Umfeld. Stumpp wurde seit Mai 1955 mit der Wahrnehmung einer Professur beauftragt und im September 1956 zum Professor mit Lehrauftrag für Grundlagen der praktischen Elektrotechnik und elektromotorischen Antriebe berufen. Gleichzeitig übernahm er das Amt als Dekan der Fakultät für Maschinenbau.
1958 wurde er Direktor des Institutes für Elektrotechnik. Sein Institut fand Räumlichkeiten in dem 1958 neu erbauten Grundlagen-Gebäude als Winkelbau auf dem Campusgelände zwischen Walther-Rathenau-Straße und Nordpark. Im Jahre 1959 wurde er zum Professor mit vollem Lehrauftrag berufen und zum Prorektor für wissenschaftlichen Nachwuchs ernannt. 1961 wurde er Professor mit Lehrstuhl, und die Hochschule für Schwermaschinenbau wurde in Technische Hochschule Magdeburg umbenannt. 
Aus seinem akademischen Umfeld sind namhafte Industriefachleute, Wissenschaftler und mehrere Professoren hervorgegangen wie Reinhold Krampitz, Richard Teßmer.
Mit Erreichen der Altersgrenze erfolgte 1962 die Emeritierung von Ernst Stumpp. Es stand für ihn schon vorher fest, dass die Emeritierung für ihn eine Phase werden sollte, in der er sich nicht zur Ruhe setzt, sondern seinen wissenschaftlichen Neigungen nachgeht. Nach seiner Emeritierung hat er nahezu 20 wissenschaftliche Aufsätze, meist in der Fachzeitschrift ELEKTRIE, veröffentlicht. Aktiv hat er sich auch in den Jahren seiner Emeritierung an dem gesellschaftlichen und wissenschaftlichen Leben seiner Hochschule beteiligt.

## Mitgliedschaften und Ehrungen (Auswahl)
- 1947 Mitglied der SED
- Mitglied des Redaktionsbeirates der Fachzeitschrift ELEKTRIE, Berlin
- Otto-von-Guericke-Plakette der TH Magdeburg
- 1959 Vaterländischer Verdienstorden in Bronze
- 1963 Ehrensenator der TH Otto von Guericke Magdeburg
- 1964 Silberne Ehrennadel der Kammer der Technik (KDT)
- 1966 Johannes-R.-Becher-Medaille in Silber des Kulturbundes der DDR

## Publikationen
- Über die Erwärmung axial gelüfteter Turbo-Generatoren. Springer, Berlin 1929.
- Mechanische und thermische Übergangsvorgänge bei elektromotorischen Antrieben. Ihre analoge Berechnung mit neuen mathematischen Hilfsmitteln. Mit Anwendungsbeispielen. Mit einem Tafelanhang der mathematischen Hilfsmittel. Verlag Technik, Berlin 1962.